# Letchworth Garden City
Letchworth Garden City, o più comunemente Letchworth, è una città dell'Inghilterra, nel Regno Unito, fondata da Raymond Unwin che nel 1903 mise in pratica le idee di Ebenezer Howard sulla creazione di ideali città giardino.

## Storia
Situata a 50 chilometri a nord di Londra, fu meta delle ricche famiglie londinesi in fuga dalla caotica capitale inglese. Nel 1915 venne fondata la St Christopher School situata in St. Christopher road, per anni questo college fu uno dei più importanti in Inghilterra. Proprio in una casa poco distante da lì nacque e visse durante la sua infanzia il grande attore Laurence Olivier. La casa si chiamava Arunwood.
Nella speranza che nascessero altri attori come lui, gli abitanti della cittadina costruirono altre case con lo stesso prefisso di Arunwood chiamate Arunbank, Arunside, Arundale e Little Arundale. Non nacquero attori in queste case, ma venne dall'Italia la giovane Maria Montessori a studiare in una di queste. Una volta diventata famosa venne aggiunto al nome della casa Arundale l'acronimo MD che sta per Montessori Department. Oggi queste case sono di proprietà del college e ospitano studenti stranieri nel periodo estivo.
La strada principale della cittadina si chiama Broadway ed è un viale somigliante a quelli alberati statunitensi. Nella piazza principale c'è il municipio con lo Science museum (museo della scienza). La città è ben collegata con quelle vicine con la sua stazione ferroviaria e con l'autostrada M1. La sua vicinanza con l'aeroporto di Luton (solo 10 km) favorisce il turismo dai paesi stranieri.

## Amministrazione

### Gemellaggi
- Chagny
- Wissen
- Kristiansand